# کراسکو ۴۱۷۱
سیارک ۴۱۷۱ (به انگلیسی: 4171 Carrasco، نامگذاری:1982FZ1) چهار هزار و صد و هفتاد و یکمین سیارک کشف شده‌است که در ۲۳ مارس ۱۹۸۲ کشف شد.
قدر مطلق سیارک برابر ۱۲٫۹۰ است.